# Atrichum anomalum
Atrichum anomalum là một loài Rêu trong họ Polytrichaceae. Loài này được (Bryhn) Navashin mô tả khoa học đầu tiên năm 1894.